# Norman Alexander McLarty
Pour les articles homonymes, voir McLarty.
Norman Alexander McLarty (18 février 1889-6 septembre 1945) est un homme politique fédéral canadien de l'Ontario. Il représente la circonscription d'Essex-Ouest à titre de député du Parti libéral du Canada de 1935 à 1945.

## Biographie
Né à St. Thomas en Ontario, McLarty entre à la Chambre des communes à la suite de l'élection de 1935.
Réélu en 1940, il occupe les postes de ministre des Postes, de ministre du Travail et de Secrétaire d'État du Canada dans le gouvernement de Mackenzie King. Il sert également comme président intérimaire du Parti libéral en 1943.